# Лойбсдорф (Рейн)
Лойбсдорф (нем. Leubsdorf) — община в Германии, на берегу Рейна, в земле Рейнланд-Пфальц.
Входит в состав района Нойвид. Подчиняется управлению Линц. Население составляет 1671 человек (на 31 декабря 2010 года). Занимает площадь 10,22 км². Подразделяется на 4 сельских округа.
В Лойбсдорфе и расположенном на другом берегу Зинциге происходит действие повести И. С. Тургенева «Ася».